# هنر مفهومی

جوزف کسوت، یک و سه صندلی (۱۹۶۵)

هنر مفهومی یا کانسپچوآل آرت (به انگلیسی: Conceptual art) گونه‌ای از هنرهای تجسمی است که در آن مفهوم یا ایدهٔ موجود در اثر، بر زیبایی‌شناسی معمول و مواد به‌کار رفته برای خلق آن اولویت دارد. در هنر مفهومی، ایده یا مفهوم مهم‌ترین جنبهٔ کار است.

## شیوه‌های هنر مفهومی
- چیدمان (Installation): بداهه‌گرایی با توجه به شرایط حاکم بر محیط
- مینیمالیسم (Minimalism): خلاصه‌گرایی در فرم با تأکید بر محتوا
- هنر اجرایی (Performance Art): بیان محتوا و ارائهٔ یک مفهوم با اجرای مراسم
- هنر روایتی (Narrative Art): روایتگری در محیط با نشان دادن تأثیر یک اتفاق
- هنر زمینی (Land Art): بیان یک مفهوم از طریق خلق اثر در فضای باز و طبیعت
- هنر و زبان (Art And Language): ارائهٔ یک مفهوم با کلمات
- هنر ویدئو (Video Art): ارائهٔ یک مفهوم با تصاویر متحرک و صدا
- هنر بدن (Body Art): ارائهٔ یک مفهوم با به‌کارگیری اندام بدن انسان
- هنر اتفاقی (Happening Art): ایجاد مفهوم به‌وسیلهٔ یک اتفاق در محیط و نتایج آن
- هنر فرایندی (Process Art): ارائهٔ یک مفهوم با استفاده از مواد ناپایدار و ثبت آن با استفاده از فن عکاسی